# Cle Kooiman
Christopher Clemence "Cle" Kooiman, född 3 juli 1963, är en amerikansk före detta professionell fotbollsspelare som spelade försvarare för fotbollsklubbarna California Kickers, San Diego Nomads, Cobras Ciudad Juárez, Cruz Azul, Morelia, Tampa Bay Mutiny och Miami Fusion mellan 1982 och 1999. Han spelade också tolv landslagsmatcher för det amerikanska fotbollslandslaget mellan 1993 och 1994.